# Окислитель
Окисли́тель — вещество, в состав которого входят атомы, присоединяющие к себе во время химической реакции электроны. Иными словами, окислитель — это акцептор электронов.
В зависимости от поставленной задачи (окисление в жидкой или в газообразной фазе, окисление на поверхности) в качестве окислителя могут быть использованы самые разные вещества.
- Электрохимическое окисление позволяет окислять практически любые вещества на аноде, в растворах или в расплавах. Так, самый сильный неорганический окислитель, элементарный фтор, получают электролизом расплавов фторидов.

## Распространённые окислители и их продукты
| Окислитель                  | Полуреакции | Продукт                                                                        | Стандартный потенциал, В                          |
| --------------------------- | --- | ------------------------------------------------------------------------------ | ------------------------------------------------- |
| O2 кислород                 | {\displaystyle {\mathsf {O_{2}+4H^{+}+4{\overline {e}}\rightarrow 2H_{2}O}}} {\displaystyle {\mathsf {O_{2}+2H_{2}O+4{\overline {e}}\rightarrow 4OH^{-}}}} {\displaystyle {\mbox{O}}_{2}^{0}+4{\mbox{e}}^{-}\rightarrow 2{\mbox{O}}^{2-}} | Разные, включая оксиды, H2O и CO2                                              | +1,229 (в кислой среде) +0,401 (в щелочной среде) |
| O3 озон                     | {\displaystyle 2{\mbox{O}}_{3}^{0}+2{\mbox{e}}^{-}\rightarrow 2{\mbox{O}}_{2}^{0}} | Разные, включая кетоны и альдегиды                                             | +2,07 (в кислой среде)                            |
| Пероксиды                   | {\displaystyle 2{\mbox{O}}^{-}+2{\mbox{e}}^{-}\rightarrow 2{\mbox{O}}^{2-}} | Разные, включая оксиды, окисляет сульфиды до сульфатов                         |                                                   |
| Hal2 галогены               | {\displaystyle {\mathsf {Hal_{2}^{0}+2{\overline {e}}\rightarrow 2Hal^{-}}}} | Hal−; окисляет металлы, P, C, S, Si до галогенидов                             | F2: +2,87 Cl2: +1,36 Br2: +1,04 I2: +0,536        |
| ClO− гипохлориты            | {\displaystyle {\mathsf {ClO^{-}+2H^{+}+2{\overline {e}}\rightarrow Cl^{-}+H_{2}O}}} {\displaystyle {\mathsf {ClO^{-}+H_{2}O+2{\overline {e}}\rightarrow Cl^{-}+2OH^{-}}}} | Cl−                                                                            |                                                   |
| ClO3− хлораты               | {\displaystyle {\mathsf {ClO_{3}^{-}+6H^{+}+6{\overline {e}}\rightarrow Cl^{-}+3H_{2}O}}} {\displaystyle {\mathsf {ClO_{3}^{-}+3H_{2}O+6{\overline {e}}\rightarrow Cl^{-}+6OH^{-}}}} | Cl−                                                                            |                                                   |
| HNO3 азотная кислота        | с активными металлами, разбавленная {\displaystyle {\mbox{N}}^{5+}+8{\mbox{e}}^{-}\rightarrow {\mbox{N}}^{3-}} с активными металлами, концентрированная {\displaystyle {\mbox{N}}^{5+}+3{\mbox{e}}^{-}\rightarrow {\mbox{N}}^{2+}} с тяжёлыми металлами, разбавленная {\displaystyle {\mbox{N}}^{5+}+3{\mbox{e}}^{-}\rightarrow {\mbox{N}}^{2+}} c тяжёлыми металлами, концентрированная {\displaystyle {\mbox{N}}^{5+}+{\mbox{e}}^{-}\rightarrow {\mbox{N}}^{4+}} | NH3, NH4+ NO NO2                                                               |                                                   |
| H2SO4, конц. серная кислота | c неметаллами и тяжёлыми металлами {\displaystyle {\mbox{S}}^{6+}+2{\mbox{e}}^{-}\rightarrow {\mbox{S}}^{4+}} с активными металлами {\displaystyle {\mbox{S}}^{6+}+6{\mbox{e}}^{-}\rightarrow {\mbox{S}}^{0}\downarrow } {\displaystyle {\mbox{S}}^{6+}+8{\mbox{e}}^{-}\rightarrow {\mbox{S}}^{2-}} | SO2; окисляет металлы до сульфатов с выделением сернистого газа или серы S H2S |                                                   |
| Шестивалентный хром         | {\displaystyle {\mbox{Cr}}^{6+}+6{\mbox{e}}^{-}\rightarrow 2{\mbox{Cr}}^{3+}} | Cr3+                                                                           | +1,33                                             |
| MnO2 оксид марганца(IV)     | {\displaystyle {\mbox{Mn}}^{4+}+2{\mbox{e}}^{-}\rightarrow {\mbox{Mn}}^{2+}} | Mn2+                                                                           | +1,23                                             |
| MnO4− перманганаты          | кислая среда {\displaystyle {\mbox{Mn}}^{7+}+5{\mbox{e}}^{-}\rightarrow {\mbox{Mn}}^{2+}} нейтральная среда {\displaystyle {\mbox{Mn}}^{7+}+3{\mbox{e}}^{-}\rightarrow {\mbox{Mn}}^{4+}} сильнощелочная среда {\displaystyle {\mathsf {MnO4^{-}...}}} | Mn2+ MnO2 MnO42−                                                               | +1,51 +1,695 +0,564                               |
| Катионы металлов и H+       | {\displaystyle {\mbox{Me}}^{2+}+2{\mbox{e}}^{-}\rightarrow {\mbox{Me}}^{0}\downarrow } {\displaystyle 2{\mbox{H}}^{+}+2{\mbox{e}}^{-}\rightarrow {\mbox{H}}_{2}^{0}\uparrow } | Me0 H2                                                                         | См. Электрохимический ряд активности металлов     |

## Зависимость степени окисления от концентрации окислителя
Чем активнее металл, реагирующий с кислотой, и чем более разбавлен её раствор, тем полнее протекает восстановление.
В качестве примера — реакция азотной кислоты с цинком:
- Zn + 4HNO3(конц.) = Zn(NO3)2 + 2NO2 + 2H2O
- 3Zn + 8HNO3(40 %) = 3Zn(NO3)2 + 2NO + 4H2O
- 4Zn + 10HNO3(20 %) = 4Zn(NO3)2 + N2O + 5H2O
- 5Zn + 12HNO3(6 %) = 5Zn(NO3)2 + N2 + 6H2O
- 4Zn + 10HNO3(0.5 %) = 4Zn(NO3)2 + NH4NO3 + 3H2O

## Сильные окислители
Сильными окислительными свойствами обладает «царская водка» — смесь одного объёма азотной кислоты и трёх объёмов соляной кислоты.
HNO3 + 3HCl ↔ NOCl + 2Cl + 2H2O
Образующийся в нём хлористый нитрозил распадается на атомарный хлор и монооксид азота:
NOCl=NO + Cl
Царская водка является сильным окислителем благодаря атомарному хлору, который образуется в растворе.
Царская водка окисляет даже благородные металлы — золото и платину.
Селеновая кислота — одна из немногих неорганических кислот, в концентрированном виде способная окислять золото. Более сильный окислитель даже в умеренно разбавленном растворе, чем серная кислота. Способна к окислению соляной кислоты по уравнению:
{\displaystyle {\mathsf {H_{2}SeO_{4}+2HCl\rightarrow H_{2}SeO_{3}+Cl_{2}+H_{2}O}}}
При этом продуктами реакции являются селенистая кислота, свободный хлор и вода. В то же время концентрированная серная кислота не способна окислять HCl.
Ещё один сильный окислитель — перманганат калия. Он способен окислять органические вещества и даже разрывать углеродные цепи:
С6H5-CH2-CH3 + [O] → C6H5COOH + …
C6H6 + [O] → HOOC-(CH2)4-COOH
Сила окислителя при реакции в разбавленном водном растворе может быть выражена стандартным электродным потенциалом: чем выше потенциал, тем сильнее окислитель.
К сильным окислителям относятся также оксид меди(III), озонид цезия, надпероксид цезия, все оксиды и фториды ксенона.

## Очень сильные окислители
Условно к «очень сильным окислителям» относят вещества, превышающие по окислительной активности молекулярный фтор. К ним, например, относятся: гексафторид платины, диоксидифторид, дифторид криптона, фторид серебра(II), катионная форма  Ag2+,  гексафтороникелат(IV) калия. Перечисленные вещества, к примеру, способны при комнатной температуре окислять инертный газ ксенон, что неспособен делать фтор (требуется давление и нагрев) и тем более ни один из кислородсодержащих окислителей.